# Какаваберд
Какаваберд (арм. Կաքավաբերդ) — село в Араратской области Армении. Основано в VIII—IX веках.

## География
Село расположено в северо-восточной части марза, на расстоянии 29 километров к востоку от села Барцрашен, административного центра области. Абсолютная высота — 1610 метров над уровнем моря.
Климат
Климат характеризуется как умеренно холодный, влажный (Dfb в классификации климатов Кёппена).

## Население
| Год переписи | Население          | Население          | Население          | Население            | Население            | Население            |
| Год переписи | Наличное население | Наличное население | Наличное население | Постоянное население | Постоянное население | Постоянное население |
| Год переписи | Всего              | Мужчины            | Женщины            | Всего                | Мужчины              | Женщины              |
| ------------ | ------------------ | ------------------ | ------------------ | -------------------- | -------------------- | -------------------- |
| 2001         | 0                  | 0                  | 0                  | 0                    | 0                    | 0                    |
| 2011         | 0                  | 0                  | 0                  | 0                    | 0                    | 0                    |